# Karlstein an der Thaya
Karlstein an der Thaya (česky  Karlštejn nad Dyjí) je městys v okrese Waidhofen an der Thaya v rakouské spolkové zemi Dolní Rakousy.

## Geografie
Karlstein an der Thaya leží v severní části Waldviertelu (Lesní čtvrti) v Dolních Rakousích na řece Rakouská Dyje. Plocha území městyse je 48,86 km2 a 33,64 % plochy je zalesněno.

### Katastrální území
- Eggersdorf
- Göpfritzschlag
- Goschenreith
- Griesbach
- Hohenwarth
- Karlstein an der Thaya
- Münchreith an der Thaya
- Obergrünbach
- Schlader
- Thuma
- Thures
- Wertenau

### Sousední obce
(Od severu ve směru hodinových ručiček).
- Waldkirchen an der Thaya – na severu
- Raabs an der Thaya – na východě
- Groß-Siegharts – na jihu
- Waidhofen an der Thaya – na jihozápadě
- Thaya – na západě
- Dobersberg – na severozápadě

## Historie
Na rakousko-české hranici ležící místo má stejně proměnlivé dějiny jako jsou dějiny celého Rakouska. První písemná zmínka o Karlstein an der Thaya je z roku 1112. V 18. století bylo místo střediskem hodinářského průmyslu (viz článek: Horologenland). Před rokem 1784 bylo místo povýšeno na městys. Během první světové války tu byl Internační tábor Karlstein an der Thaya.

### Vývoj počtu obyvatel
- 1971 – 1948
- 1981 – 1723
- 1991 – 1596
- 2001 – 1586

## Politika
Starostou městyse je Ernst Herynek a vedoucím kanceláře Günter Koll.
V obecním zastupitelstvu je 19 křesel, která po posledních obecních volbách konaných v roce 2010 byla podle získaných mandátů rozdělena takto:
- ÖVP 14
- SPÖ 4
- FPÖ 1

## Kultura a pamětihodnosti
- Zámek Karlstein an der Thaya je postavený na skalním ostrohu přestavbou z gotického hradu. V roce 1880 zde měla sídlo továrna na výrobu hodin.
- Farní kostel v „Münchreithu“ je v jádru gotickou stavbou později přestavěnou barokně.
- Filiální kostel Svaté Trojice byl postavený roku 1898.

## Hospodářství a infrastruktura
Nezemědělských pracovišť v roce 2001 bylo 66 a zemědělských a lesnických pracovišť v roce 1999 bylo 138. Výdělečně činných obyvatel v místě bydliště v roce 2001 bylo 677, tj. 44,13 %.
Významnou firmou je výroba autodílů Pollmann. Má zde podnikové sídlo a další podniky a provozy jsou i v jiných zemích.

## Osobnosti
- Johann Holetschek (1846–1923) – astronom
- Hermann-Josef Weidinger (1918–2004) – známý jako farář-bylinkář